# Naila
 Naila är en stad i Landkreis Hof i Regierungsbezirk Oberfranken i förbundslandet Bayern i Tyskland.